# Daiano
Daiano (deutsch veraltet: Deyen) ist eine Fraktion und Gemeindesitz der italienischen Gemeinde (comune) Ville di Fiemme in der Provinz Trient, Region Trentino-Südtirol.

## Geografie
Die Gemeinde liegt etwa 36 Kilometer nordöstlich von Trient auf der orographisch rechten Talseite des Fleimstals auf 1160 m s.l.m. an den südlichen Ausläufern des Schwarzhorns. 

## Geschichte
Daiano war bis 2019 eine eigenständige Gemeinde und schloss sich am 1. Januar 2020 mit den Nachbargemeinden Carano und Varena zur neuen Gemeinde Ville di Fiemme zusammen.